# 阿拉姆當加烏帕齊拉
阿拉姆當加乌帕齐拉是孟加拉国朱瓦當加縣的一个乌帕齐拉，位於庫爾納专区的朱瓦當加縣。。

## 人口
據1991年孟加拉國人口普查，阿拉姆當加共有戶數44,699戶，人口308917人。其中男性佔比51.66%，女性佔比48.34%；成年人口127,055人。該地7歲以上人口之平均識字率為23.2%，低於全國平均值（32.4%）。